# Публий Тулий Марс
Публий Тулий Марс (на латински: Publius Tullius Marsus) е политик и сенатор на Римската империя през началото на 3 век.
През 206 г. той е суфектконсул заедно с Марк Целий Фаустин. Двамата са напълно непознати до намирането на една военна диплома.